# Ах, мой милый Августин

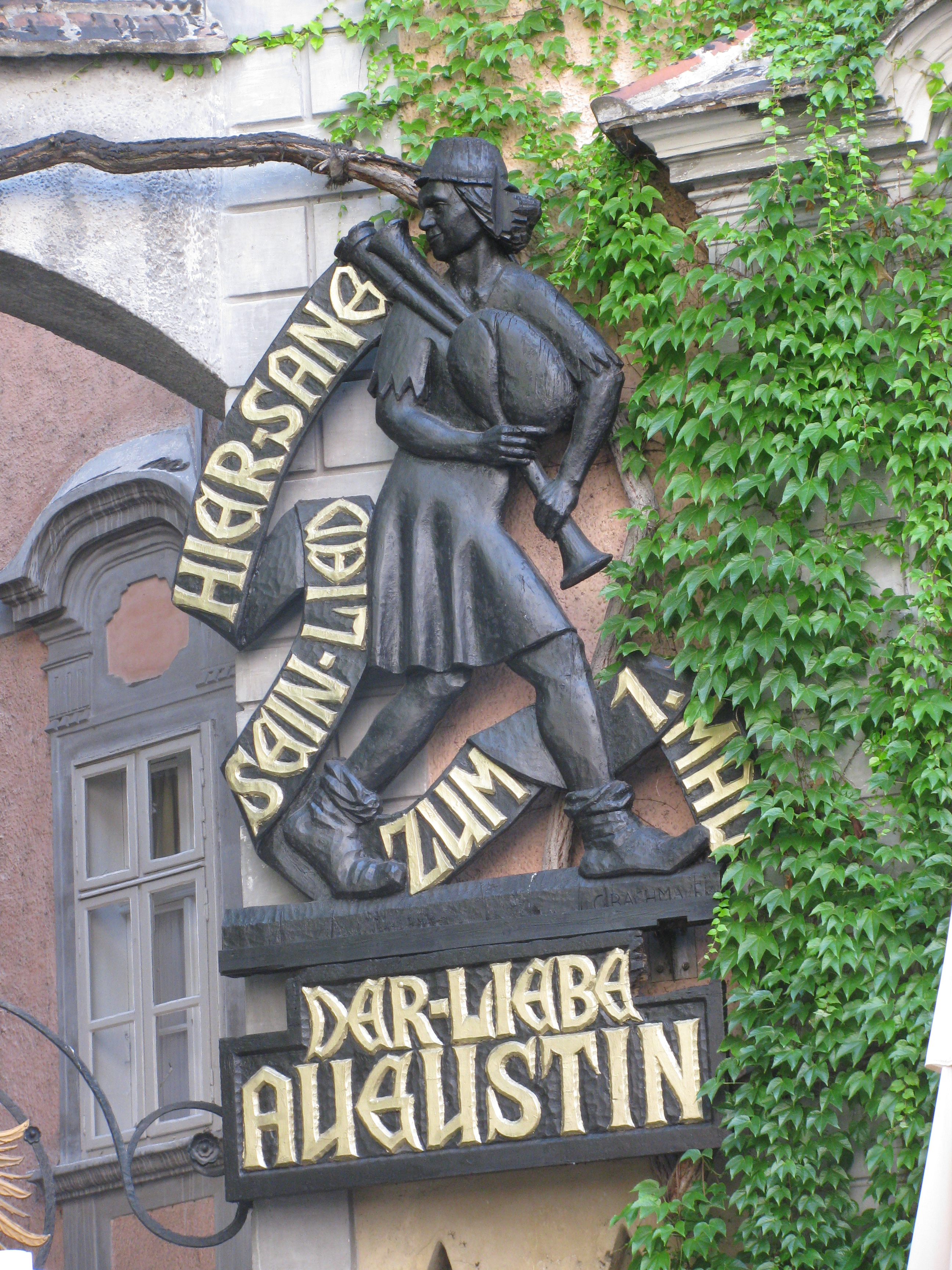
Памятник Августину в Вене

Ах, мой ми́лый А́вгустин (нем. Ach, du lieber Augustin, встречаются разночтения «Ah, du lieber Augustin», «O du lieber Augustin» и т. п.) — австрийская народная песня. Считается, что она была написана в Вене во время эпидемии чумы 1678—1679 годов. Авторство этой песни приписывается некоему Августину Н.

## История возникновения
По существующей легенде, некий Августин Н., живший в Вене, был певцом, известным также своим пристрастием к алкоголю. Литера «N» вместо его фамилии — результат деятельности церковной бюрократии. Согласно принятому в XVII столетии порядку оформления умерших, в церковных книгах обязательно должны были быть записаны и имя, и фамилия покойного. Если же фамилия по какой-либо причине была неизвестна, вместо неё записывалась латинская «N» (слово «безымянный» на нем. namenlos, а на англ. nameless).
Согласно преданию, однажды Августин Н. вышел ночью из кабака в состоянии сильного опьянения и упал в яму, куда сбрасывали приготовленные для захоронения трупы умерших от чумы горожан, и в ней и заснул. Проснувшись утром, он выбрался из ямы. Благодаря «внутренней дезинфекции» он умудрился не только не заболеть чумой, но даже не подхватить насморка. По другой версии, проснувшись, Августин испугался, стал звать на помощь и, чтобы доказать горожанам свою принадлежность к миру живых, стал петь песни. По иронии судьбы, Августин умер 11 марта 1685 года от отравления алкоголем в возрасте 35 лет, о чём свидетельствует запись в церковной книге.
В Вене, недалеко от предполагаемого места захоронения Августина, на пересечении улиц Нойштифтгассе (нем. Neustiftgasse) и Келлерманнгассе (нем. Kellermanngasse) в 1908 году ему установлен памятник-фонтан (автор — Johann Scherpe).

## Русскоязычные версии
Существует несколько вариантов перевода песни на русский язык. Все они, как правило, далеки от содержания оригинала и приближаются к смыслу текста только в припеве (рефрене).

## Культурное влияние
- В Вене ряд питейных заведений и гостиниц носит название «Милый Августин».
- Павел Враницкий — знаменитый чешский композитор, работавший в Вене, использует песню как мелодию менуэта в одной из своих 50 симфоний (Op. 33, № 3).
- Мелодию песни играет волшебный горшочек в сказке Х. К. Андерсена «Свинопас» (1841).
- С 1770 года мелодию песни вызванивали куранты Спасской башни Московского Кремля. Любопытно, что в 1770 году в Москве началась эпидемия чумы, достигшая своего апогея к 1771 году[4].
- В 1905 году Густав Майринк издавал в Вене журнал «Милый Августин».
- Первое упоминание «Августина» в кино относится к 1922 году, когда вышел австрийский фильм «Oh, du lieber Augustin» (реж. Х. К. Бреслауэр)
- В 1940 году в Германии вышел фильм «Der liebe Augustin» Вернера Имо про роману Хорста Гейсслера. Главную роль исполнил Пауль Хёрбигер. В 1960 году Рольфом Тиле был снят его ремейк «Der liebe Augustin».
- В грамзаписи Л. Утёсова 1943 года «Песенка о нацистах» («С Берлинского кичмана…») (Ф. Кельман (М. Феркельман) — И. Фрадкин) во вступлении использован мотив песни «O, du lieber Augustin».
- «Августин» — вошедшая в одноимённый альбом «Августин» 2001 года песня в исполнении Валерия Леонтьева с припевом, позаимствованным из «Oh, du lieber Augustin». В честь неё также назван фан-клуб певца.
- В фильме «Жизнь и смерть Лёньки Пантелеева» часы главного героя играют мелодию «O, du lieber Augustin».
- В книге «Властелин мира» Александра Беляева её заставили петь весь город.
- В мультфильме «Скрипка пионера» мелодию играет немецкий пулемётчик на губной гармошке и пытается заставить пионера сыграть её на скрипке, но тот не поддаётся внушению и играет «Интернационал».
- В мультфильме «Ишь ты, Масленица!» пёс играет эту мелодию на губной гармошке.
- В фильме «Особенности национальной охоты» (1995 год), Кузьмич насвистывает мелодию песни в коровнике.
- В телепередаче «Каламбур», в рубрике «Железный капут» Шмульке трубит мелодию через шланг, чтобы вызвать Жранкеля и Дранкеля. Герр майор начинает петь понравившуюся песню, а позже к нему присоединяются прибывшие Жранкель и Дранкель.
- В сериале «Бригада» Фил пел эту песню на съёмках фильма с его участием.
- В мультсериале «Фиксики» в серии «Кофеварка» Симка исполняет эту песню.
- В мультсериале «Масяня» (эпизод 132 «Шайсе»), дети главной героини — Масяни — исполняют на школьном концерте эту песню.
- В мультсериале «Смешарики» на этой песне основана тема Пина.
- Этой мелодией открывается альбом группы «Ногу Свело» — «Сибирская любовь».